# André-Cardinal Destouches
André-Cardinal Destouches (Parijs, 6 april 1672 - idem, 7 februari 1749) was een Frans componist. Destouches was leerling van André Campra. Door Lodewijk XIV werd hij gezien als belangrijk operacomponist die qua stijl tussen Jean-Baptiste Lully en Jean-Philippe Rameau viel. 

## Levensloop
Destouches was de zoon van Étienne Cardinal, een rijke koopman. Hij groeide op bij de jezuïeten. Met de jezuïet Pater Guy Tachard reisde hij voor missiewerk voor twee jaar naar Siam (het huidige Thailand). Op de heenreis, die startte in februari 1687, verbleef hij eerst enige tijd in Kaap de Goede Hoop, en arriveerde in september 1687 in Siam. 
Bij zijn terugkeer in Frankrijk in september 1688 studeerde hij enige maanden aan de Académie in de Koninklijke Manège aan de Rue de Tournon. In 1692 ging hij bij het leger en nam deel aan de invasie van Namen. In de tijd tussen de gevechten door wijdde hij zich aan de muziekstudie. Toen zijn vader in 1694 overleed voegde hij de naam "Destouches" aan zijn achternaam toe, ter nagedachtenis aan zijn vaders titel Seigneur des Touches et de Guilleville. Destouches verliet het leger in 1696 om zijn muzikale carrière uit te bouwen.
Destouches' opera Issé werd voor Lodewijk XIV opgevoerd in het Trianon in 1697. Lodewijk XIV was onder de indruk en zei dat hij deze muziek even graag hoorde als de muziek van Jean-Baptiste Lully. De opera werd een paar weken daarna met succes heropgevoerd in het gebouw van de Opéra.
Na een serie geslaagde opera's te hebben vervaardigd en vanwege zijn goede samenwerking met librettist Pierre-Charles Roy benoemde de koning hem in 1713 tot hoofd  van de Académie royale de musique, met een honorarium van 4000 livre per jaar. In 1725 benoemde Lodewijk XIV hem ook als chef kamermuziek van de Chambre du roi, en daarna werd hij directeur van de Académie. 
Tijdens de periode van de Régence werden veel van Detouches' opera's heropgevoerd, hetgeen hem in staat stelde het landgoed La Vaudoire in Sartrouville nabij Parijs aan te kopen. De jonge Lodewijk XV danste mee in Destouches' ballet Les élémens (soms getiteld als Les éléments) in het Tuilerieënpaleis op 31 december 1721, en de inmiddels oude Destouches dirigeerde de musici op het gemaskerde bal dat op 13 januari 1744 voor zijn dochter werd georganiseerd. 
Met de opkomst van de openbare concerten in de serie "Concerts Spirituels" in Parijs kreeg Destouches  de gelegenheid om zijn De Profundis (1725), zijn cantate Sémélé (1728) en een motet voor groot koor O dulcis Jesu (ook 1728) uit te voeren. Koningin Maria Leszczyńska (echtgenote van Lodewijk XV)  gaf Destouches de opdracht om de concertserie in het Tuilerieënpaleis nieuw leven in te blazen. Toen Michel-Richard Delalande in 1726 overleed, kreeg Destouches weer de zeggenschap over het ensemble van de Musique du roi.
In 1724 trouwde hij Anne-Antoinette de Reynold de la Ferrière. Destouches werd na zijn dood bijgezet in de crypte van Saint-Roch in Parijs.

## Werken
- Issé (pastorale héroïque), libretto van Antoine Houdar de la Motte (1697, versie met 5 bedrijven in 1708)  Issé werd gespeeld in Wolfenbüttel (in Duitsland) en Den Haag.
- Amadis de Grèce (tragédie en musique), libretto van La Motte (27 maart 1699)
- Marthésie (tragédie en musique), libretto van La Motte (29 november 1699)
- Omphale (tragédie en musique), libretto van La Motte (10 november 1701)
- Le carnaval et la folie (comédie-ballet), libretto van La Motte (3 januari 1704)
- Callirhoé (tragédie en musique), libretto van Pierre-Charles Roy (27 december 1712)
- Télémache (tragédie en musique), libretto van Simon-Joseph Pellegrin (20 november 1714)
- Oenone (cantate), (februari 1716)
- Sémiramis (tragédie en musique), libretto van Pierre-Charles Roy (7 december 1718)
- Les élémen(t)s (opéra-ballet), in samenwerking met Delalande, libretto van Roy (1721)
- Les stratagèmes de l'amour (ballet), libretto van Roy (26 maart 1726)